# Modernitet og Holocaust
Modernitet og Holocaust (engelsk: Modernity and the Holocaust) er en bog fra 1989 af den polske sociolog Zygmunt Bauman. Bogen er grundlæggende et opgør med argumentet om, at den moderne stat har sikret intranational fred og sikkerhed i kraft af statens voldsmonopol. Ved at netop af forklare den systematiske udrensning af jøder og andre ofre for nazismen med den moderne nazistat, viser Bauman at den moderne, bureaukratiske stat ikke per se sikrer fred, men at den tværtimod kan være et effektivt redskab i magthavernes voldsudøvelse.:233 
Bogen udspringer af en generel kritik af den historiske forskning i Holocaust. Bauman kritiserer, hvordan man almindeligvis forklarer den systematiske udrensning med særlige kvaliteter ved den tyske nationalitet, med psykologiske træk hos de bødler, der udførte udrensningen, og med undersøgelser, der fokuserer på den specifikke jødiske historie. I stedet vender Bauman sig mod end i højere grad sociologisk og politologisk forklaring; for Bauman er det den bureaukratiske stat, der muliggjorde nyere tids mest systematiske massemord. Derfor er bogen ikke blot en undersøgelse af Holocaust, Tysklands historie, nazisme og jødisk historie, men en undersøgelse af den moderne stat som sådan.:732 